# Trichosanthes valida
Trichosanthes valida är en gurkväxtart som beskrevs av Rugayah. Trichosanthes valida ingår i släktet Trichosanthes och familjen gurkväxter. Inga underarter finns listade i Catalogue of Life.